# Nachimovski Prospekt
Nachimovski Prospekt (Russisch: Нахимовский проспект uitspraakⓘ) is een station aan de Serpoechovsko-Timirjazevskaja-lijn van de Moskouse metro dat werd geopend op 8 november 1983. Het station is genoemd naar de bovenliggende straat die in 1965 werd genoemd naar Admiraal Pavel Nachimov. In 1992 werd voorgesteld om het station om te dopen in Nachimovskaja, overeenkomstig de naam die tijdens de aanleg van de lijn werd gebruikt, maar het bleef Nachimovski Prospekt.

## Ontwerp en inrichting
Het enkelgewelfdstation op 9,5 meter diepte is gebouwd volgens een standaardontwerp. De bouw stond onder leiding van de architecten V.S. Volovitsj, L.N. Popov, V.I. Klokov en G.S. Moen alsmede de constructeurs A. Pesotsjina en T.B. Protserova. De tunnelwanden zijn bekleed met wit koelga-marmer terwijl het perron bestaat uit graniet. In het gewelf zijn vier rijen kwiklampen aangebracht in uitsparingen. De verdeelhallen liggen boven de sporen aan de kopse kanten van het perron. De aankleding van het station heeft als thema Russische marine-commandanten en de geschiedenis van de Russische vloot. Boven de noordelijke toegang tot het perron is een mozaïek van de hand van Anatoli Mositsjoek aangebracht met aan de (rol)trapzijde een afbeelding van een zeilschip en aan de perronzijde het portret van admiraal Nachimov. Aan de zuidkant lopen de reizigers tussen het perron en de roltrappen onder een schip door. Op de middellijn van het perron zijn bankjes geplaatst en boven de bankjes informatieborden met de stations langs de lijn en wegwijzers naar de uitgangen. Volgens kunstcritica Olga Kostina straalt het ontwerp van de enkelgewelfde stations Toelskaja, Nachimovski Prospekt en Joezjnaja het idee van ruimte en vrij verkeer uit. Op de tentoonstelling De Moskouse Metro in het Alexej Sjoesjev Museum voor architectuur in 2016 werden foto's en tekeningen van niet-gerealiseerde projecten getoond, waaronder ontwerpen uit de jaren tachtig voor het station Nachimovski Prospekt.

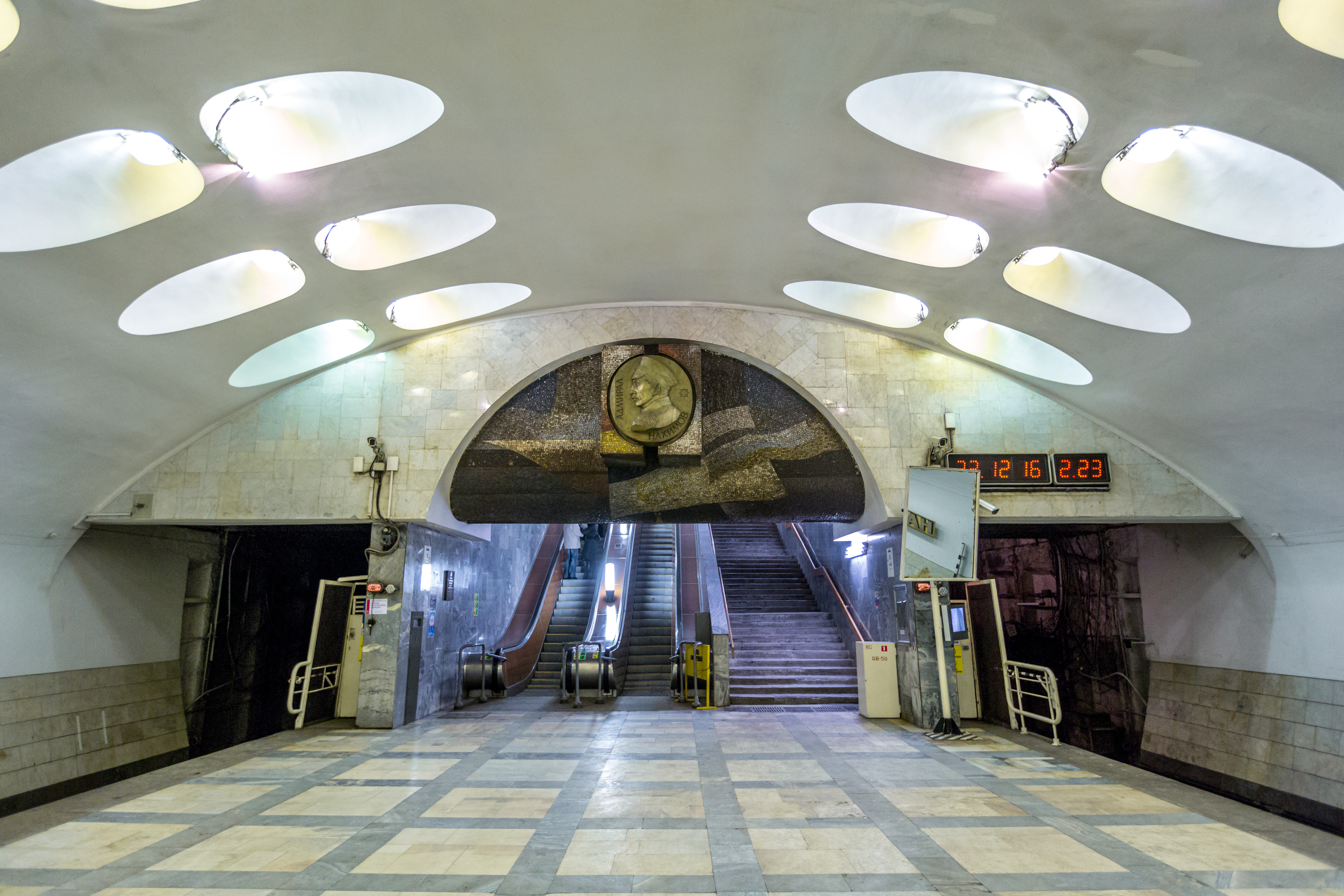
Admiraal Nachimov aan de noordkant van het perron
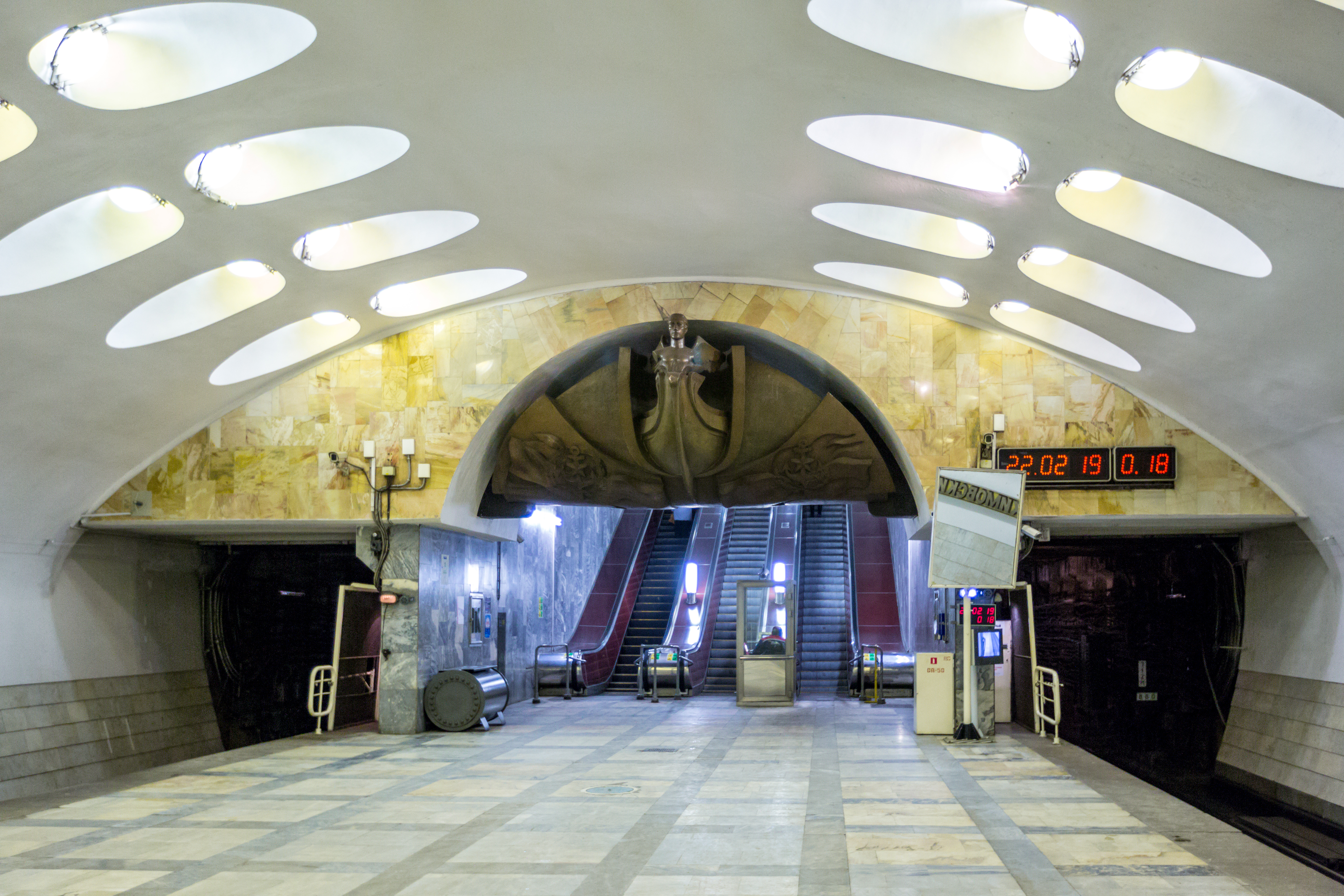
Het schip aan de zuidkant van het perron
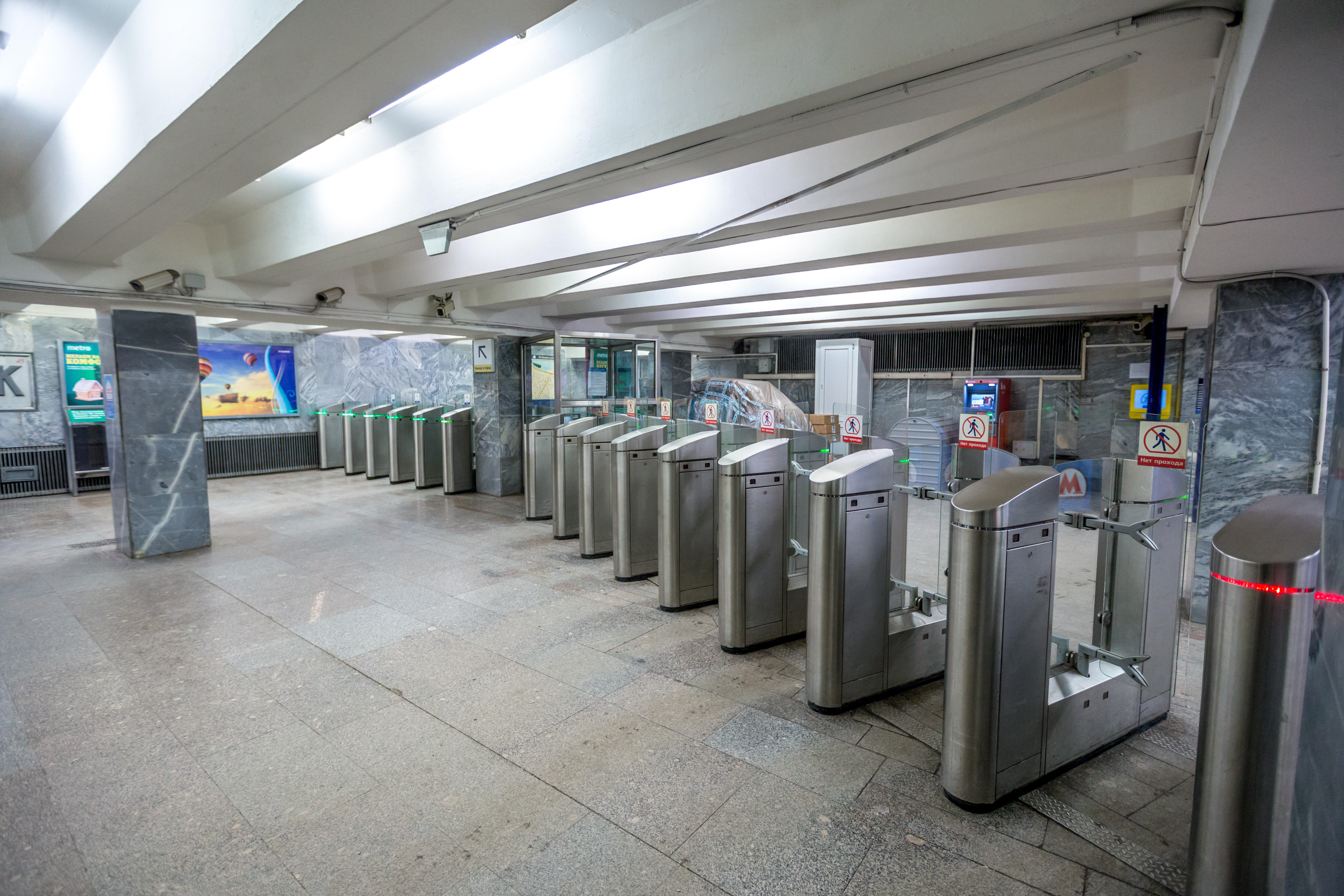
Toegangspoorten

## Ligging
Het station ligt onder de Azovskaja Oelitsa, genoemd naar de Zee van Azov waar Nachimov opereerde, vlak ten zuiden van de kruising met de Nachimovski Prospekt. De noordelijke verdeelhal is met een vaste trap en twee roltrappen verbonden met het perron. De verdeelhal is aan de andere kant verbonden met een voetgangerstunnel met toegangen aan weerszijden van de Azovskaja Oelitsa. Via deze toegangen hebben de Froektovaja Oelitsa en de Nachimovski Prospekt aansluiting op de metro. De zuidelijke verdeelhal is alleen met roltrappen met het perron verbonden. Ook hier is een voetgangerstunnel onder de Azovskaja Oelitsa met toegangen aan weerszijden. Iets verder naar het zuiden ligt de Sivasjkaja Oeltisa. In de buurt van het station liggen de Academie van het Russische ministerie van Justitie, de Boomerangbioscoop en het Joodse Shalom-theater. In 2014 werd voorgesteld om een overstappunt met parkeerplaatsen, een winkelcentrum en voetgangerstunnels te bouwen rond het metrostation. De stedelijke commissie voor ruimtelijke ordening keurde het plan goed. In 2015 bleek tijdens een hoorzitting dat de buurtbewoners grote bezwaren hadden tegen de plannen. Volgens hen zou dit de wijk onleefbaar maken door extra verkeer en parkeerders in de straten in de buurt.

## Ongevallen
Op 30 en 31 maart 1994 vonden drie ongevallen plaats op de Serpoechovsko-Timirjazevskaja-lijn. Hierbij raakten 20 mensen gewond en 2500 werden uit de metro geëvacueerd. Een van de ongevallen betrof een botsing tussen twee metro's vlak ten noorden van Nachimovski Prospekt. Deze aanrijding heeft geleid tot een strafzaak wegens overtreding van de veiligheidsregels en de bedieningsvoorschriften voor de metrostellen.

## Reizigersverkeer
In 1999 werden 30.200 reizigers per dag geteld, in 2002 waren en 30.400 instappers en 30.100 uitstappers per dag. Reizigers naar het centrum kunnen vanaf 5:35 uur de metro nemen. Doordeweeks vertrekt de eerste metro naar het zuiden om 6:04 uur in het weekeinde drie minuten later. Bovengronds kunnen de reizigers overstappen op vier buslijnen.